# Gastroenterologi
Gastroenterologi betegner det lægevidenskabelige speciale, der beskæftiger sig med fordøjelsessystemet. Specialet omfatter diagnosticering og behandling af sygdomme i mavetarmkanalen, herunder spiserør, mavesæk, tynd- og tyktarm, samt bugspytkirtel.
I mange lande, inklusiv Danmark, er gastroenterologi kombineret med hepatologi, læren om leveren og dens sygdomme.
Gastroenterologi deles op i medicinsk og kirurgisk gastroenterologi, hvor førstnævnte primært behandler sygdomme med lægemidler og sidstnævnte behandler sygdomme med kirurgiske indgreb.

## Sygdomme
Almindelige sygdomme der behandles under specialet omfatter inflammatoriske tarmsygdomme som Crohns sygdom og Colitis ulcerosa, korttarmsyndrom og kronisk diarré.